# First Anguilla Trust Company Football Club
O First Anguilla Trust Company Football Club era um clube sediado em The Valley, Anguila.
Só teve uma aparição registrada pelo campeonato nacional. Foi na temporada 2002–03, pela Soccerama, competição avulsa que reúne clubes da primeira divisão. Só se sabe que não ficou entre os três primeiros. Pelo campeonato nacional, seu desempenho é desconhecido.
O clube era patrocinado fortemente pela empresa de financiamento First Anguilla Trust Company Limited.